# Vilém Blodek
Vilém Blodek (3. října 1834, Praha – 1. května 1874, Praha) byl český hudební skladatel z období českého hudebního romantismu, flétnista, klavírista, sbormistr a hudební pedagog.

## Život

### Předkové
Děd Viléma Blodka byl ševcem v Javornici (okres Rychnov nad Kněžnou), kde se narodil i otec budoucího skladatele,  „...vyučený krejčí, od roku 1831 byl ve službách pražského novoměstského ústavu šlechtičen U zlatých Andělů a toho roku se oženil...“

### Mládí
Vilém Blodek, pokřtěn jako Franz Seraph. Wilhelm Plodek, se narodil v rodině úředníka Václava Plodka a jeho manželky Marie, rozené Tiché. Měl pět sourozenců – bratra Karla Josefa (*1833), sestry Marii (*1836), Ernestinu (*1838) a Vilemínu (*1841) a bratra - violoncellistu Mořice (*1847).

### Studia a profesní kariéra
Díky svému mimořádnému hudebnímu nadání byl Blodek již ve 12 letech přijat na Pražskou konzervatoř, kde absolvoval v letech 1846-52 studium hry na flétnu u Antonína Eisera. Znalosti, potřebné pro komponování, získával od tehdejšího ředitele konzervatoře Jana Bedřicha Kittla {{(Nestudoval u J. B. Mottla, jak uvádí Biografický slovník českých zemí, sešit 5), který vyučoval harmonii a kontrapunkt; studium kompozice jako samostatného oboru bylo na Pražské konzervatoři zavedeno až roku 1889.}} Ve hře na klavír byl údajně soukromým žákem Alexandra Dreyschocka. Od roku 1853 Blodek působil dva roky v Haliči jako soukromý učitel hudby. Po návratu do Prahy byl činný jako sbormistr, klavírista, flétnista a soukromý učitel hudby. Na doporučení profesora Eisera při jeho odchodu do důchodu 1. 8. 1860 se Blodek stal profesorem hry na flétnu na Pražské konzervatoři. Penzionován byl v důsledku duševní nemoci roku 1871.

### Závěr života
Poslední čtyři roky života (od 4. 3.1870 s přerušením od konce toho roku do 28. 5. 1871) Blodek strávil v ústavu pro choromyslné v pražských Kateřinkách, kde také předčasně ve 39 letech zemřel. Je pohřben na Olšanských hřbitovech (část 04, odd. 13, hrob č. 33).

### Rodinný život
Oženil se roku 1865 se šlechtičnou Marií Alžbětou, svobodnou paní Daudlebskou ze Sternecku (*1841), která byla dcerou pražského advokáta Jakuba Daudlebského ze Sternecku a Marie rozené Kalinové z Jäthensteinu. Měli syna Viléma (*1866) a dvě dcery, Marii (*1868) a Ernestinu (*1869).

## Dílo

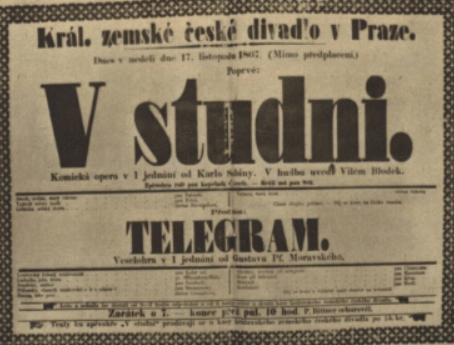
Plakát k premiéře V studni (1867, repro Pestrý týden 1934)

První známá Blodkova skladba - Sextet pro dvoje housle a dechové nástroje - je z roku 1847, kdy Blodek začínal studovat ve 2. ročníku konzervatoře. Dalšími evidovanými skladbami jsou Velká koncertní ouvertura C dur z roku 1850, po níž následují tři skladby komorní a tři vokální skladby na německé texty, mezi nimi mužský sbor Abschied vom Walde, který byl první tiskem vydanou Blodkovou skladbou, dále Slavnostní mše z roku 1853, psaná v Haliči, kde byla ještě dokončena Ouvertura D dur, započatá roku 1852. Následovala pozoruhodná, ale dosud pouze v rozhlase uvedená Symfonie d moll z konce 50. let, kdy napsal Blodek první skladbu s českým textem - mužský sbor Náš zpěv na Hálkův text. V té době také začal psát pro Stavovské divadlo nenáročné, ale obecenstvem oblíbené entreakty, hrané při přestavbách scény a hudbu k několika činohrám.
Pokračovala i tvorba v ostatních žánrech. Kolem roku 1860 vznikly dvě desítky písní natexty Eichendorfa, Heineho, Geibla, Chamissa a jiných, z nichž Blodek vybral pro zpěvačku Fanny Ulrich soubor nazvaný Dreizehn Lieder für Alt mit Pianoforte, který byl vydán roku 1909 s názvem Liebeslieder a v české verzi jako Písně milostné. Pro své pedagogické působení napsal Blodek počátkem 60. let Školu hry na flétnu, tři flétnové skladby s klavírním doprovodem a Flétnový koncert, který patří k nejzdařilejším i ve světovém měřítku. Vzniklo několik menších duchovních skladeb a Mše D dur, mužské sbory pro pražský Hlahol, náčrtek k zamýšlené opeře Clarissa, Hudba k živým obrazům k velkolepé Shakespearově slavnosti roku 1864 a nejslavnější Blodkovo dílo - jednoaktovka V studni, inscenovaná v následujícím roce po Smetanově Prodané nevěstě. Svým vtipným námětem a svěžím, přiléhavým hudebním ztvárněním působí jako její drobnější paralela. Na čas se dokonce stala v českém prostředí nejhranější operou a od konce 70. let 19. století začala pronikat i do zahraničí. Opera Zítek, započatá roku 1868, zůstala nedokončena. Mnohé Blodkovy skladby, zejména pro divadlo, se nedochovaly, jsou nezvěstné nebo o některých, zde neuvedených, není jisté, zda nebyly pouze plánovány. Blodkova pozůstalost, kterou uchovával Blodkův žák (ve hře na klavír) Jindřich Kàan z Albestů se po jeho smrti rozptýlila.
Mezi jeho díla patří zejména:

### Opery
- Clarissa (opera na neznámý německý text, náčrtky z konce 50. neb začátku 60. let)
- V studni (jednoaktová opera, 1867, libreto Karel Sabina, premiéra 17. 11. 1867 Prozatímní divadlo[10])
- Zítek (nedokončená opera,1869, (libreto Karel Sabina, premiéra 3. 10. 1934 Národní divadlo[17])[pozn. 6]

### Písně
- Die Kapelle (píseň, text Ludwig Uhland (1851)
- Dreizehn Lieder für Alt mit Pianoforte (výběr ze 20 písní, tiskem jako Liebeslieder, v českém znění Písně milostné)
- Písně milostné (1860)[pozn. 7]

1. Hoře (Wehmut, Text: Josef Karl Benedikt von Eichendorff)
2. Předsevzetí (Vorsatz, Text: Robert Eduard Prutz)
3. Květy lotosu (Die Lotosblume, Text: Heinrich Heine)
4. Jen Ty! (Nur Du, Text: Ludwig Uhland)
5. Kdybych byl ptáčetem (Wann i a Vögerl wär, Text: J. Körnlein)
6. Sladce spi! (Gute Nacht, Text: Robert Reinick)
7. Návrat pocestného (Wanderers Heimkehr, Text: Anonym)
8. Znám jednu perlu krásnou (Ich kenne eine Perle, Text: Eduard Maria Öttinger)
9. Ty v dálce dlíš (Du bist fern, Text: Emanuel von Geibel)
10. Ptáčku můj poslíčku (Vöglein mein Bote, Text: Johann Gabriel Seidl)
11. Loučení (Abschied vom Walde, Text: Josef Karl Benedikt von Eichendorff)
12. Krádež (Diebstahl, Text: Robert Reinick)
13. Nocturno (Nachtgedanken, Text: Anonym))

Dvě písně (pro klavír ve snadném slohu upravil J. Kàan, píseň č. 2 je úprava písně č. 7 Wanderers Heimkehr z cyklu Liebeslieder, (vydal F. A., M. Urbánek)
- Duetta (pro soprán a alt s doprovodem klavíru, Texty: L. Tichá a M. Čacká,1862)

### Sbory
- Der Abschied vom Walde (mužský sbor, Text: Joseph von Eichendorff, 1850)
- Vertraue dem Frühling (mužský sbor, Text: Ludwig Uhland, z počátku 50. let)
- Náš zpěv (mužský sbor, Text: Vítězslav Hálek, 1858)
- 6 mužských sborů (Text: Františ
- Vertraue dem Frühling (mužský sbor, Text: Ludwig Uhland, z počátku 50. let)
- Náš zpěv (mužský sbor, Text: Vítězslav Hálek, 1858)
- 6 mužských sborů (Text: František Picka, 1859)

(1.) Staročeská 
(2.) Komu bratři zazpíváme 
(3.) Lumírův zpěv
(4.) Píseň večerní 
(5.) K bratrům
- Ach ty Labe tiché (mužský sbor, Text: Václav Hanka, 1866)
- Večerní (mužský sbor, Text: neznámý autor, 1865
- Hymnus (mužský sbor, Text: František Picka, ze 60. let)
- Lovecká (mužský sbor, Text: František Picka, ze 60. let)
- Sláva zpěvu českému (mužský sbor, Text: Karel Knittl, ze 60. let)
- Žnecká (mužský sbor, ze 60. let)
- Pijácká, též s názvem Společná (mužský sbor, Text: Jahn, 1867)
- Pochod (žertovný mužský sbor, 1867)
- Starý ženich (mužský sbor, Text: Karel Sabina, 1867)

Krádež, pro smíšený sbor upravil K. Podskalský (pseudonym K:Bendla)
Kosmopolitický pochod (asi 1867)

### Klavírní skladby
- Sladká vzpomínka, pro klavír na 2 ruce, z 50. let
- Rapsodie C dur, pro klavír na 2 ruce, z 50. let
- Zvonková hra, pro klavír na 2 ruce, z 50. let
- Píseň, pro klavír na 2 ruce
- Scherzo, pro klavír na 2 ruce
- Bolero, pro klavír na 2 ruce
- Lipový lístek, pro klavír na 4 ruce
- Tarantella, pro klavír na 2 ruce
- Valse pour piano, pro klavír na 4 ruce

### Komorní skladby
- Sextet pro hoboj, lesní roh, pozoun a dvoje housle, 1847
- Salonní kus C dur, pro housle a klavír, 1850
- Grand solo, pro flétnu a klavír, 1851
- Allegro de bravour, pro flétnu a klavír nebo orchestr, 1852
- Andante cantabile pro flétnu a klavír, 1863
- Fantasie a Capriccio pro flétnu a klavír, 1863

### Orchestrální skladby
- Velká koncertní ouvertura C dur, 1850
- Ouvertura D dur pro velký orchestr, 1852-54
- Symfonie d moll pro velký orchestr, z konce 50. let
- Koncertní ouvertura E dur pro velký orchestr, 1859
- Hudba k Mlhavým obrazům J. Brandeise pro velký orchestr, asi 1859
- Koncert pro flétnu a orchestr, 1862
- Ouvertura e moll pro orchestr, počátek 60. let
- Skladba pro 2 flétny a orchestr, počátek 60. let
- Hudba k obrazům k slavnosti Shakespearově pro velký orchestr, 1864

### Duchovní hudba
- Slavností mše D dur pro soprán tenor a bas s varhanami, 1853
- Sixtinská madonna, pro mužský sbor na latinský text, asi 1859
- Otče náš, pro mužský sbor
- Ave Maria, pro smíšený sbor na latinský text
- Veni creator, pro smíšený sbor na latinský text
- Offertorium, pro 3-hlasý sbor a varhany
- Mše D dur, pro sóla, smíšený sbor a varhany, 1865

### Hudba k činohrám
- Entreakty pro malý orchestr (cca 60), 1858-počátek 60. let
- Chorista aneb Čtverákovský z Žertovic (hudba k vaudevillu Fr. Hajniše, 1862)
- Svatojanská pouť (hudba k frašce F. F. Šamberka, 1868)

## Vztah k českému obrození

### Jméno a příjmení
Vilém Blodek byl oficiálně veden jako Wilhelm Blodek patrně již od dětství, kdy navštěvoval německou školu (Volksschule) u Piaristů (v budově č.p. 856 na souběhu dnešních ulic Na Příkopě a Panská) a sám tohoto tvaru svého jména používal i v dospělém věku, přičemž již koncem 50. let byl známý též jako Vilém Blodek a takto je podepsán na fotografii ze 60. let. O tehdy obvyklém současném užívání německé (Wilhelm) i české (Vilém) verze téhož rodného jména svědčí např. německý a český text týkající se Blodka v deníku Tagesbote aus Böhmen z roku 1865 a 1862.
Není znám žádný doklad o změně příjmení otce z Plodek na Blodek, ale v době skladatelova narození ještě nebyl ustálen pravopis (v tomto případě došlo k zaměnění znělé a neznělé hlásky B a P).  V pobytové přihlášce pražského policejního ředitelství (konskripce) z roku 1857 je již otec zapsán jako Wenzel Blodek..

### Česko-německé prostředí
Blodek byl synem českých rodičů, ale od školních let používal němčinu, kterou byl zvyklý se vyjadřovat až do konce života, o čemž svědčí např. zápisky z jeho deníku. Pracoval v německém i českém prostředí, tvořil na německé i české texty. Jeho jednoaktová opera V studni po boku Prodané nevěsty sehrála významnou roli ve vrcholícím českém národním obrození.
Blodek se tedy jeví jako jazykově nevyhraněný. Významně napomáhal dovršení českého národního obrození, ale na rozdíl od Smetany spontánně, bez vlastního cílevědomého kulturně politického programu. Slovy Jana Nerudy: "Jakmile počal duch český jeviti se směrem produktivním, přilnul Blodek hned celou duší k českému životu a bohatý jeho talent nám přispíval a pomáhal ve všech směrech..."

## Posmrtné pocty
- Název Blodkova nesou ulice v Praze, Brně, Hradci Králové, Kladně, Ostravě, Říčanech
- Blodkovo náměstí je v Olomouci
- Medailon Viléma Blodka od Viléma Amorta je (spolu s jinými) umístěn na fasádě plzeňského divadla[24]